# Aristòmenes de Messènia
Aristòmenes de Messènia o Aristòmenes d'Andània (en grec antic Ἀριστομένης), va ser un líder messeni de la segona guerra messènica (685 - 668 aC). Pausànias en va narrar la vida, seguint probablement a Rianos de Creta.
39 anys després de la caiguda d'Itome, Aristòmenes d'Andània, descendent dels reis epitídes de Messènia, va assolir el lideratge del seu poble, i va rebre promeses d'ajut d'Argos, Arcàdia, Sició, Elis i Pisa, iniciant la guerra vers el 685 aC.
La primera batalla a Deres no va tenir resultat decisiu i Aristòmenes es va distingir pel seu valor; li van oferir el tron, però el va refusar i va acceptar només el de comandant suprem. Una nit, per mostrar el seu atreviment i el seu valor, va entrar d'amagat a Esparta i va col·locar un escut amb la inscripció «Dedicat a la deessa per Aristòmenes» al temple d'Atenea.
A l'any següent (el 684 aC) va derrotar els espartans en una batalla a la regió d'Esteniclaros, en què van participar els aliats dels dos bàndols. Tot seguit va saquejar Pharae (Fares) i va estar a punt d'atacar Esparta que es va salvar per un somni del general que li desaconsellava l'acció. Va agafar presoners espartans en una emboscada i els va portar a Messènia i només els va alliberar contra el pagament d'un rescat.
Al tercer any de guerra es va lliurar una batalla prop d'un riu, on per culpa de la traïció del cap arcadi Aristòcrates, va patir la seva primera derrota i l'exèrcit messeni va ser aniquilat. Però Aristòmenes, amb les restes dels soldats, es va refugiar a la fortalesa d'Eira on va continuar la guerra per 11 anys i des on va saquejar les terres de Lacònia.
En una de les sortides va ser capturat junt amb uns 50 homes més, i, portats a Esparta, segurament van ser executats. La llegenda diu que Aristòmenes fou salvat per una àliga que se'l va emportar i una guineu el va guiar per amagar-se a una cova, i després va tornar a dirigir la guerra fins que es va refugiar a Arcàdia on fou traït altre cop per Aristòcrates, i finalment va acabar a Rodes on va viure la resta de la seva vida i fou l'ancestre de la família dels Diagorídes; la seva filla s'hauria casat amb Damaget, rei de Ialisos (Rodes).